# Hofburg (Innsbruck)
Pour l’article homonyme, voir Hofburg.
La Hofburg est une ancienne résidence impériale et royale de l'Autriche-Hongrie, située dans la ville d'Innsbruck au Tyrol.

## Histoire
La première résidence est l'œuvre de Léopold III de Habsbourg. Son fils Frédéric IV d'Autriche rachète les terrains aux alentours pour agrandir le domaine. Son fils Sigismond d'Autriche, archiduc du Tyrol, fait construire un château-fort. Son successeur, le roi Maximilien, poursuit les travaux. En 1510, le plafond de la grande salle est brûlé, il est reconstruit en 1534 sous le regard du roi Ferdinand. En raison des dommages causés par le séisme, les remparts du château sont renforcés en 1536 par des échauguettes.
Marie-Thérèse d'Autriche détruit le château médiéval pour bâtir un bâtiment rococo dans le style de la cour de Vienne. Au cours de son règne, elle se rend deux fois à Innsbruck, en 1739 lors d'un voyage et en 1765 pour le mariage de son fils Léopold avec la princesse Marie-Louise d'Espagne (la Triumphpforte est bâtie à cette occasion). Mais ce mariage n'est plus festif avec la mort de François Ier du Saint-Empire (d'une crise cardiaque) ; sa chambre devient une chapelle par un ordre de Marie-Thérèse.
Les membres de la famille impériale viendront au château jusqu'à la fin de la monarchie en 1918. En 1921, la Hofburg devient la propriété de la République d'Autriche.

## Architecture
Le palais impérial a une zone bâtie d'environ 5 000 m2, il y a environ 400 chambres - dont plus de 30 appartements privés. Dans ces quatre étages, il y a une chapelle et deux grandes salles.
La grande cour est accessible par la porte du château au sud. Les salles d'apparat sont : 
- La grande salle (salle des fêtes) avec les portraits de Marie-Thérèse, son mari et leurs 16 enfants.
- La salle de garde.
- Les appartements impériaux.
- La chapelle avec le vestibule et la sacristie.
- La salle Andreas Hofer, où le rebelle tyrolien réside du 13 août au 21 octobre 1809.

Autour du Hofburg, il y a le parc du Hofgarten.